# Pseudagrion estesi
Pseudagrion estesi – gatunek ważki z rodziny łątkowatych (Coenagrionidae).